# Comuna Žumberak, Zagreb
Žumberak este o comună în cantonul Zagreb, Croația, având o populație de 883 de locuitori (2011).

## Demografie
Componența etnică a comunei Žumberak
     Croați (98,3%)
     Necunoscut (0,23%)
     Neclasificat (1,36%)
Componența confesională a comunei Žumberak
     Catolici (97,4%)
     Fără religie și atei (1,02%)
     Necunoscută (0,45%)
     Alte religii (1,13%)
Conform recensământului din 2011, comuna Žumberak avea 883 de locuitori. Din punct de vedere etnic, majoritatea locuitorilor (98,3%) erau croați. Apartenența etnică nu este cunoscută în cazul a 0,23% din locuitori. Din punct de vedere confesional, majoritatea locuitorilor (97,4%) erau catolici, cu o minoritate de persoane fără religie și atei (1,02%). Pentru 0,45% din locuitori nu este cunoscută apartenența confesională.